# ليبي كوبلاند
ليبي كوبلاند (بالإنجليزية: Libby Copeland)‏ هي صحفية أمريكية، ولدت في 1976.